# 资产类别
资产类别是一组具有类似财务特征且在市场中表现相似的工具。我们经常可以将这些工具分解为与实际资产有关的工具和与金融资产有关的工具。通常，同一资产类别的资产必须遵守相同的法律法规；然而，这并非总是如此。例如，资产的期货通常被视为与基础工具相同的资产类别的一部分，但受到与基础工具不同的法规的约束。
许多投资基金由两个主要资产类别组成，即证券：股票和固定收益（债券）。但是，有些基金还持有现金和外币。基金也可以持有货币市场工具，他们甚至可以将这些工具称为现金等价物;但是，这忽略了违约的可能性。因此，作为短期固定收益投资的货币市场工具应与固定收益分组。
除了股票和债券，我们还可以将现金，外币，房地产，基础设施和商品添加到常見的资产类别列表中。一般而言，资产类别预计会表现出不同的风险和回报投资特征，并且在某些市场环境中表现不同。

### 股票
- 代表上市公司的所有权份额。
- 历史上长期表现优于其他投资（请记住，过去的表现并不能保证未来的结果）。
- 短期内波动最大。
- 退货和本金将波动，以便累积，当兑现时，可能比原始成本更多或更少。

### 固定收益
固定收益或债券投资通常在特定时期内支付固定利率，然后返还投资者的本金。
- 固定利率
- 比股票更稳定。
- 价值因当前利率和通货膨胀率而波动。
- 包括「保證」或「无风险」资产。
- 还包括货币市场工具（短期固定收益投资）。

### 外幣
- 外币 - 也称为外汇或外汇。
- 没有看跌期，因为当一种货币的价值下跌时，其他货币的价值将反过来上涨。
- 唯一真正的24小时可交易资产类别。
- 高度投机（97％）的市场。

### 房地产
您的房屋或投资房产，以及投资商业房地产的基金份额。随着房地产价值和租金收入与通货膨胀并行，有助于保护未来的购买力。
价值往往比股票和债券价格上涨和下跌更慢。重要的是要记住，房地产行业面临各种风险，包括基础房产价值，支出和收入的波动以及潜在的环境负债。

### 基础设施
- 广泛的类别：包括高速公路，机场，铁路网络，能源发电（公用事业），能源储存和分配（燃气总管，管道等）。
- 提供更长的持续时间（促进与长期负债匹配的现金流），防止通货膨胀和统计多样化（与“传统”上市资产（如股票和固定收益投资）的低相关性），从而减少整体投资组合的波动性。

### 商品
大宗商品 - 实物商品，如黄金，铜，原油，天然气，小麦，玉米，甚至电力。
有助于保护未来的购买力，因为价值具有固定的效用，因此与通货膨胀并行
价值往往与股票和债券价格呈现低相关性。
价格动态也是独一无二的：随着价格上涨，商品变得更加波动。因此，如果价格翻倍，波动率为20％的商品可能会有50％的波动性。
大多数金融专家同意一些最有效的投资策略涉及在股票和债券等广泛资产类别中进行多元化投资，而不是专注于可能会或可能不会成为“赢家”的特定证券。多样化是一种有助于降低风险的技术。但是，无法保证多样化可以防止收入损失。
资产配置的目标是创建一个平衡的资产组合，有可能提高回报，同时满足：
风险容忍度（市场波动）
目标和投资目标
资产类别中某些类型投资的偏好
在资产类别中实现多元化可能有助于降低波动性。如果您在长期投资组合中包含多个资产类别，则一个资产类别的上升可能有助于抵消另一个资产类别随着条件的变化而向下移动。但请记住，投资证券存在固有风险，多元化并不能防止损失。